# مفارقة كريت

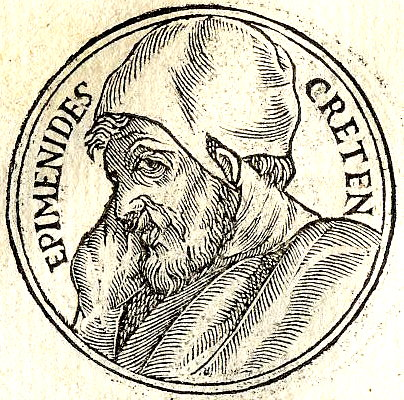

مفارقة كريت  (أو مفارقة الكاذب بالإنجليزية: Liar paradox ، ويعبر عنه في التراث الاسلامي بـ الجذر الأصم[بحاجة لمصدر]) هو سؤال يندرج ضمن المفارقات الدائرية المفرغة.
تنسب المفارقة لفلاسفة يونانيون كانوا يعيشون على جزيرة كريت، هي كالتالي:
 لنفترض أن هناك رجل فيلسوف من جزيرة كريت قال أن كل ما يقوله فلاسفة جزيرة كريت هو كذب؛ فهل الرجل في استنتاجه صائب أم أنه خاطئ؟
- إذا كان الأمر «صحيحا» فمعناه أن كلام الرجل سيكون كذباً لأنه قال أن ما سيقوله كل مفكري جزيرة كريت عبارة عن كذب.
- إذا كان ما تم ذكره من طرف المفكر «كذب» فمعناه أنه صادق في كلامه؛ أي أن فلاسفة كريت وهو منهم كل ما يقولونه كذب.

وهذا سيعيدنا للاحتمال الأول، وبذلك سندخل في حلقة ليس لها مخرج.

## اقرأ أيضا
- مفارقة بينوكيو.
- (1978) Raymond Smullyan, What Is the Name of This Book? The Riddle of Dracula and Other Logical Puzzles ISBN 0139550623 – knights, knaves, and other logic puzzles